# ۷۵۳ (خورشیدی)
۷۵۳ هفتصد و پنجاه و سومین سال هجری خورشیدی است.